# Moermolen
De Moermolen is een windmolenrestant in de Antwerpse plaats Merksplas, gelegen aan Bergsken 10 in het gehucht Lipseinde.
Het betreft een ronde stenen molen van het type beltmolen die fungeerde als korenmolen en poldermolen.
De molen werd gebouwd in 1847. Aanvankelijk zou de molen ook worden gebruikt om met een scheprad het nabijgelegen moeras (Het Moer) droog te houden, maar dit faalde, waarna de molen enkel nog als korenmolen werd gebruikt. Er was echter niet veel aanbod. Omstreeks 1945 werd de molen stilgelegd.
In 1960 werden het gevlucht verwijderd. Ook de kap werd verwijderd. Het molenaarshuis werd gesloopt, de molenbelt werd afgegraven en het binnenwerk werd verwijderd. De romp raakte overgroeid met klimop en diende achtereenvolgens als opslagplaats, als fokkerij van chinchillas en als woonruimte. De woning werd echter in 2014 onbewoonbaar verklaard. De romp viel ten prooi aan verwaarlozing.